# アフガニスタンの大統領
アフガニスタンの大統領（アフガニスタンのだいとうりょう、パシュトー語: د افغانستان د اسلامي جمهوریت رئیس、ダリー語: رئيس جمهوری اسلامی افغانستان）は、アフガニスタンの元首（大統領）である。

## 概要
2021年8月17日、アムルッラー・サーレハ第一副大統領が憲法上の規定により現在空席状態の大統領に就任すると発表した。

## 選出
任期は5年で3選禁止。国民の直接投票で選出され、過半数を得票した候補者がいなければ、上位2名により決選投票が行われる。

### 被選挙権
アフガニスタンの両親から生まれたアフガニスタン国籍を有する40歳以上のイスラム教徒。

## 大統領の一覧

### アフガニスタン・イスラム共和国
| 代 | 大統領                              | 大統領   | 所属政党 | 期                            | 在任期間                     | 在任期間    | 備考                       |
| -- | ----------------------------------- | -------- | -------- | ----------------------------- | ---------------------------- | ----------- | -------------------------- |
| 01 | ハーミド・カルザイ حامد کرزی        |          | 無所属   | 1                             | 2004年12月7日 - 2009年11月   | 9年 + 296日 |                            |
| 01 | ハーミド・カルザイ حامد کرزی        | 2        | 無所属   | 2009年11月 - 2014年9月29日    |                              | 9年 + 296日 |                            |
| 02 | アシュラフ・ガニー اشرف غنی         |          | 無所属   | 3                             | 2014年9月29日 - 2020年3月9日 | 6年 + 320日 |                            |
| 02 | アシュラフ・ガニー اشرف غنی         | 4        | 無所属   | 2020年3月9日 - 2021年8月15日  | 任期満了前に逃亡             | 6年 + 320日 |                            |
| 0- | （不在）                            | （不在） | （不在） | 2021年8月15日 - 2021年8月17日 | 2日                          |             |                            |
| 0- | アムルッラー・サーレハ امرالله صالح | 4        |          | 国民運動                      | 2021年8月17日 - （現職）     | 3年 + 207日 | 暫定大統領（第一副大統領） |